# Муртаза Бен Уанес
Муртаза Бен Уанес (араб. مرتضى بن وناس, нар. 2 липня 1994, Сус) — туніський футболіст, захисник, півзахисник турецького клубу «Касимпаша».
Виступав, зокрема, за клуби «Бізертен» та «Етюаль дю Сахель», а також національну збірну Тунісу.
Володар Кубка Тунісу.

## Клубна кар'єра
Народився 2 липня 1994 року в місті Сус. Вихованець футбольної школи клубу «Етюаль дю Сахель». Дорослу футбольну кар'єру розпочав 2014 року в основній команді того ж клубу, в якій провів один сезон, взявши участь у 4 матчах чемпіонату. 
Протягом 2015 року захищав кольори клубу «Монастір».
Своєю грою за останню команду привернув увагу представників тренерського штабу клубу «Бізертен», до складу якого приєднався 2015 року. Відіграв за бізертинську команду наступні три сезони своєї ігрової кар'єри.
У 2018 році повернувся до клубу «Етюаль дю Сахель». Цього разу провів у складі його команди три сезони. 
До складу клубу «Касимпаша» приєднався 2021 року. Станом на 29 грудня 2023 року відіграв за стамбульську команду 69 матчів в національному чемпіонаті.

## Виступи за збірну
У 2019 році дебютував в офіційних матчах у складі національної збірної Тунісу.

## Титули і досягнення
- Володар Кубка Тунісу (1):

«Етюаль дю Сахель»: 2013-2014